# Frans Vermeerssen
Frans Vermeerssen (* 21. Dezember 1954 in Dordrecht) ist ein niederländischer Jazzsaxophonist, Bandleader und Komponist.
Vermeerssen studierte am klassischen Saxophon am Stedelijk Conservatorium Groningen, dann Saxophone und Improvisation am Sweelinck Conservatorium Amsterdam sowie Komposition bei Jacob ter Veldhuis. Mit Greetje Bijma und Alan Laurillards Noodband spielte er 1982 auf dem Moers Festival. Er war bzw. ist Mitglied u. a. des Gerard Ammerlaan Orchestra and Octet, der Willem van Manen Contraband, der Bik Bent Braam, des Willem Breuker Kollektief, von De Zes Winden, des Arend Niks Quartet und der Astronotes von Joost Buis.
Vermeerssen leitete mehrere eigene Formationen wie TamTamFanfare (1982–1987), Africa Brass (1996–1998), No Can Do (2000–2004) und Bright Moments (2001–2003). Gegenwärtig aktiv sind seine Bands All Ears (1986–1990, neu gegründet 2003), Frans Vermeerssen Quartet (seit 1991) und Talking Cows (seit 2005).
Neben Kompositionen für seine eigenen Gruppen schrieb Vermeerssen für die Theatergruppe Werk in Uitvoering. Er komponierte das Musical Turkwaas sowie Stücke für Bläserensemble. 1984 wurde er mit dem Henri de Wolf Jazz Award ausgezeichnet. Vermeerssen unterrichtet am Konservatorium von Arnheim.

## Diskographische Hinweise
- Contraband Hittit mit Theo Jörgensmann, Eckard Koltermann, Paul van Kemenade, Chris Abelen (1997)
- No Can Do: Tomorrow’s Paper mit Wolter Wierbos, Mischa Kool, Arend Niks (2000)
- Frans Vermeerssen Quintet: One for Rahsaan mit Paul Stouthamer, Michiel Braam, Wilbert de Joode, Michael Vatcher (2001)
- All Ears: Foamy Wife Hum mit Herb Robertson, Frank Gratkowski, Michiel Braam, Wilbert de Joode, Michael Vatcher (2004)
- All Ears: Line (2004)
- Talking Cows: Bovinity mit Robert Jan Vermeulen, Dion Nijland, Oeds Bouwsma, Yonga Sun (2006)
- Talking Cows: Almost Human (2008)